# Yves Pieracci
Yves Pieracci, né le 26 juillet 1918 à Salindres (Gard) et mort le 8 mai 1983 à Riom (Puy-de-Dôme), est un coureur cycliste français. Professionnel de 1947 à 1950, il a participé à une édition du Tour de France.

## Palmarès
- 1946
  - 2e du Circuit des Deux Ponts
- 1949
  - Grand Prix des Foires d'Orval
  - 3e du Grand Prix de Marmignolles
  - 3e du Tour de l'Orne
  - 3e du Circuit des Deux Ponts

## Résultats sur les grands tours

### Tour de France
1 participation
- 1947 : abandon (3e étape)